# Ferdinand Kleemann
Ferdinand Kleemann (* 1. Januar 1829; † 9. Mai 1895 in Breslau) war ein deutscher Firmengründer und Erfinder.

## Leben
Ferdinand Kleemann begann 1848 in Obertürkheim mit der Produktion und Reparatur landwirtschaftlicher Geräte. Schon damals nutzte er die Wasserkraft. 1857 gründete er in Obertürkheim eine Feilenhauerei und 1860 eine Freiwillige Feuerwehr. 1865 ließ er sich einen Schaltmechanismus für Strohschneidstühle patentieren, 1867 eine lithografische Schnellpresse. 1875 folgte ein Patent für einen Sicherheitsverschluss an Pumpbrunnen.
Kleemann war Mitglied der Freimaurerloge Horus in Breslau und zeitweise Provinzialgroßmeister von Schlesien. 

## Kleemann GmbH

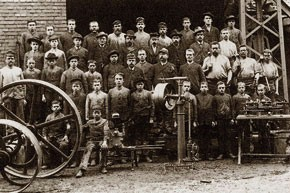
Belegschaft um 1870
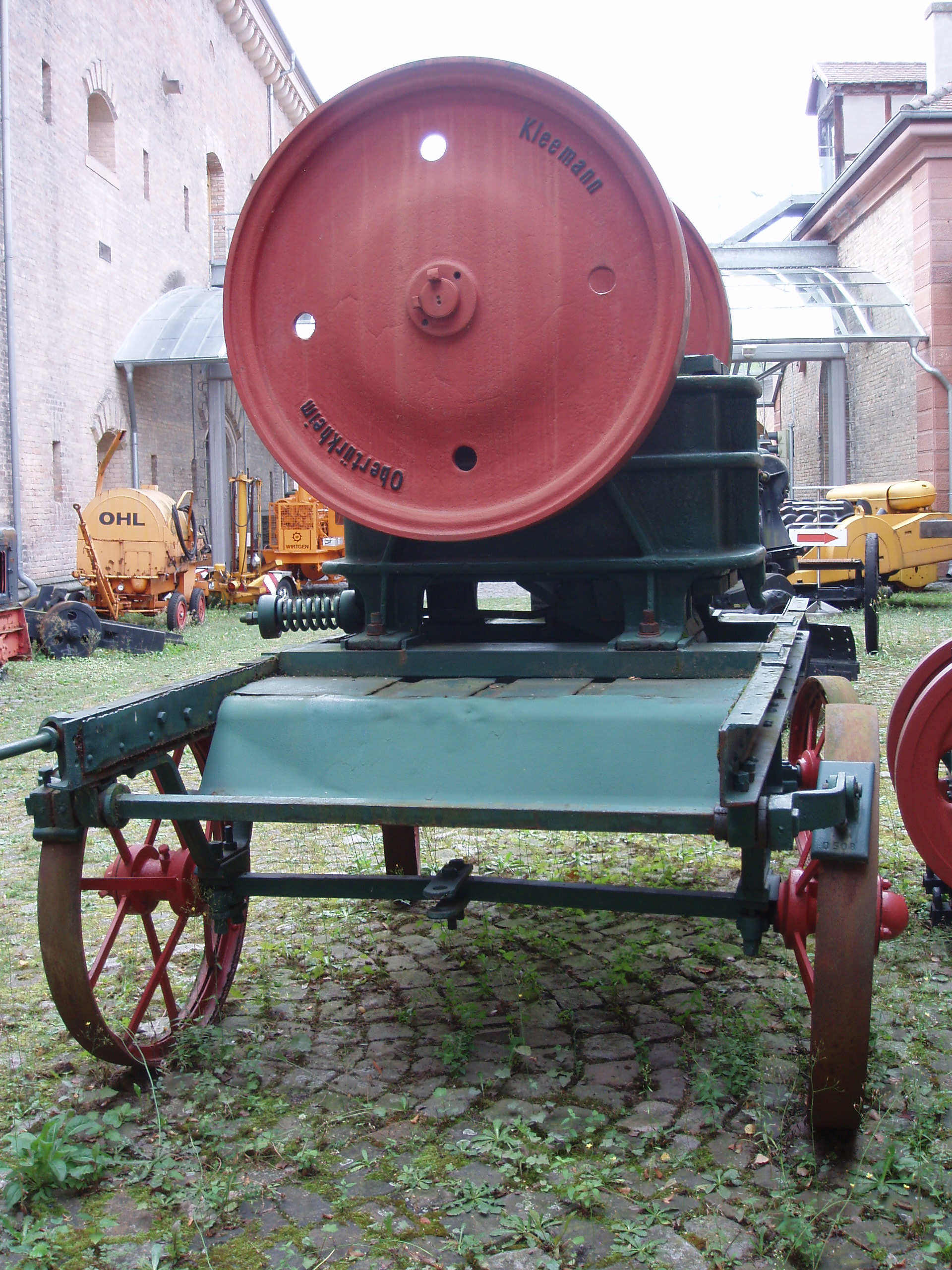
Kleemann-Gerät im Deutschen Straßenmuseum
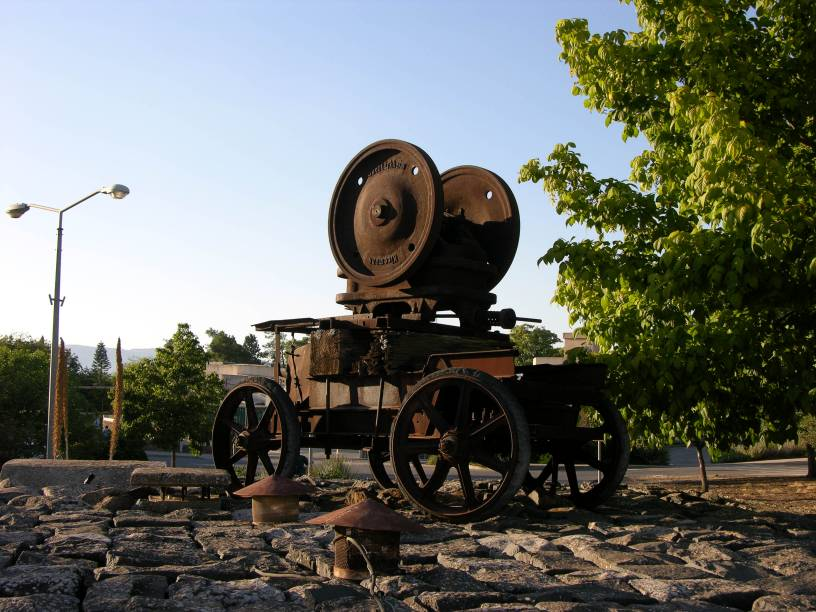
Kleemann-Gerät im Kibbutz Shamir, Israel

## Sonstiges
Die ehemalige Villa Kleemann in der Uhlbacher Str. 34 in Obertürkheim gilt heute als Kulturdenkmal. Auch ein Splitterschutzbunker in der Ailenbergstraße in Obertürkheim, den einer der Nachkommen Ferdinand Kleemanns wohl im Zweiten Weltkrieg errichten ließ, wurde in die Liste der Kulturdenkmale Baden-Württembergs aufgenommen.